# Santiago (Paraguay)
Santiago, chiamato anche Santiago de las Misiones, è un centro abitato del Paraguay, nel Dipartimento di Misiones. La località si trova a 278 km dalla capitale del paese Asunción; forma uno dei 10 distretti in cui è diviso il dipartimento. In passato fu un'importante riduzione gesuita.

## Popolazione
Al censimento del 2002 Santiago contava una popolazione urbana di 2.049 abitanti (6.751 nel distretto).

## Storia
Fondata originariamente sulla sponda del fiume Apa con il nome di San Ignacio de Caaguazú, la “riduzione” fu poi rifondata nella sua attuale ubicazione nel 1669 con il nome di Santiago Apóstol; del suo passato gesuita il paese conserva ancora diverse testimonianze, come la “casa de Indios” e un museo che espone oggetti di epoca coloniale.

## Economia
L'attività più praticata nella zona è quella dell'allevamento. L'attività agricola produce inoltre mais, canna da zucchero, cotone e soia.

### Turismo
La popolazione di Santiago mantiene vive le antiche tradizioni; per questo ogni anno si svolge in paese la Fiesta de la Tradición Misionera dove artisti e domatori di tutto il Cono Sur mostrano le loro abilità nella doma di puledri e nelle corse dei cavalli. Nell'occasione vengono serviti piatti tipici della tradizione del Paraguay, come il mbejú e il chipa.
All'interno del distretto, nell'Estancia Tacuatí si celebra invece il Festival de la Doma y Folclore.